# Indisk bomull (textil)
Indisk bomull är ett medelgrovt till grovt bomullstyg av kraftigt och relativt ojämnt bomullsgarn. Det är gjort på indisk bomull. Det används mestadels till inredningstextilier som överkast och gardiner. Det var mycket populärt under 1970-talet. Indisk bomull är vanligen enfärgat, men kan också ha vävda ränder eller rutor.

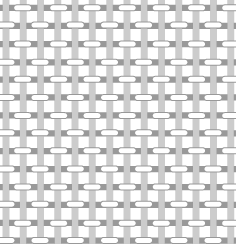
Bindning i Madapolam

Ett exempel på indiska bomullstyg är madapolam, ett tättvävt tyg i tuskaft som ofta använts till linne och underkläder.